# François de Le Bidart
François Joseph de Le Bidart (Namen, 21 mei 1773 - Thumaide, 21 maart 1836) was een Belgisch edelman en politicus.

## Levensloop
De familie de Le Bidart was rijk geworden als "maitres des forges" of eigenaars van hoogovens.
Kort voor de revolutietijd, in 1786, werd ze in de erfelijke adelstand verheven door keizer Jozef II. In haar wapenschild plaatste ze een kookketel, symbool van het industriële metaalsmelten.
François de Le Bidart was een zoon van Pierre-Jacques de Le Bidart en van Marie-Anne du Pont. Hij trouwde in 1800 met Julie de Stassart (1772-1838). Ze hadden een zoon en vijf dochters, van wie er vier adellijk trouwden en een religieuze werd bij de augustinessen van het Berlaymontklooster in Brussel.
In 1887 was de familie uitgedoofd.
In de Franse tijd was François raadslid voor het departement Jemappes en voorzitter van het kiescollege voor het kanton Quevauchamps.
In 1816 verkreeg hij erkenning in de erfelijke adel van het Verenigd Koninkrijk der Nederlanden, met benoeming in de Ridderschap van de provincie Henegouwen.
Hij werd ook lid van de Tweede Kamer der Staten-Generaal.

## Alphonse de Le Bidart
Alphonse de Le Bidart de Thumaide (1805-1867), de zoon van François de Le Bidart, promoveerde in 1829 tot doctor in de rechten met een proefschrift dat hij publiceerde onder de titel Dissertatio Inauguralis Juridica De Publicis Pactis, Foederibus Pacisque Compositionibus. Hij werd substituut van de procureur des Konings in Luik. Hij schreef onder meer een studie Des vices de la législation pénale belge, die in 1842 bekroond werd door de 'Société des sciences, des arts et des lettres' van Henegouwen. 
Hij schreef ook:
- Des améliorations que réclame la législation pharmaceutique Belge, Luik, F. Oudart, 1844. Dit boek lag aan de basis van de wet van 15 juli 1849 die orde schiep in de diploma's nodig voor de uitoefening van de farmacie.

De Le Bidart trouwde in 1840 met Adrienne Dumont en ze hadden een zoon en een dochter die vroegtijdig en ongehuwd overleden. Hijzelf werd in 1856 getroffen door een hersencongestie en was niet meer werkbekwaam. Hij bleef op post en liet zijn besluiten door een andere jurist, mits betaling, opmaken. De minister van Justitie was het daar niet mee eens en dreigde hem af te zetten als hij geen ontslag nam, wat hij noodgedwongen deed.
Alphonse de Le Bidart voegde meestal 'de Thumaide' aan zijn naam en werd vaak als 'ridder' vernoemd, een titel die hij echter niet droeg.